# Laurette Taylor
Laurette Taylor (właśc. Loretta Helen Cooney ; ur. 1 kwietnia 1884 w Nowym Jorku, zm. 7 grudnia 1946 tamże) – amerykańska aktorka teatralna oraz filmowa w epoce kina niemego, znana z tytułowej roli w Oeg o’My Heart i Amandy Wingfield w Szklanej menażerii.

## Wybrana filmografia
- 1922: Peg o’ My Heart